# Esperanto
L'esperanto ( pronúncia (?·pàg.)) és una llengua auxiliar planificada creada per l'oftalmòleg polonès Ludwik Lejzer Zamenhof, com a resultat d'una dècada de treball, amb l'esperança que es convertís en llengua auxiliar internacional. Segons les estadístiques, l'esperanto és la llengua planificada més parlada del món avui dia.
El primer llibre on es descrivien les característiques de l'idioma, amb el títol Lingvo Internacia, va ser publicat per Zamenhof el 1887, amb el pseudònim de Doktoro Esperanto. Aquesta última paraula es va convertir aviat en el nom de l'idioma.
Es calcula que en l'actualitat hi ha entre 100.000 i 2.000.000 de parlants d'esperanto en tot el món,1 dels quals entre 1.000 i 2.000 serien parlants natius d'aquesta llengua, que l'haurien après en l'entorn familiar. Aquestes xifres es basen en un estudi del professor Sidney S. Culbert, de la Universitat de Washington (Seattle), un conegut esperantista. El gran marge es deu sobretot a les diferents maneres de valorar el coneixement d'una llengua apresa, normalment, com a segon idioma.
La gramàtica de l'esperanto es basa en setze regles fonamentals sense excepcions. Per l'estructura, és una llengua aglutinant que procedeix per encadenament d'elements de base invariables. El vocabulari està extret de molts idiomes i adaptat a les normes de la llengua. La major part procedeix del llatí, directament o per mitjà de les llengües romàniques (sobretot del francès, l'italià i el castellà), i d'una manera menys freqüent de llengües germàniques (alemany i anglès), eslaves (rus i polonès), del grec i en alguns casos de l'hebreu.

## Història

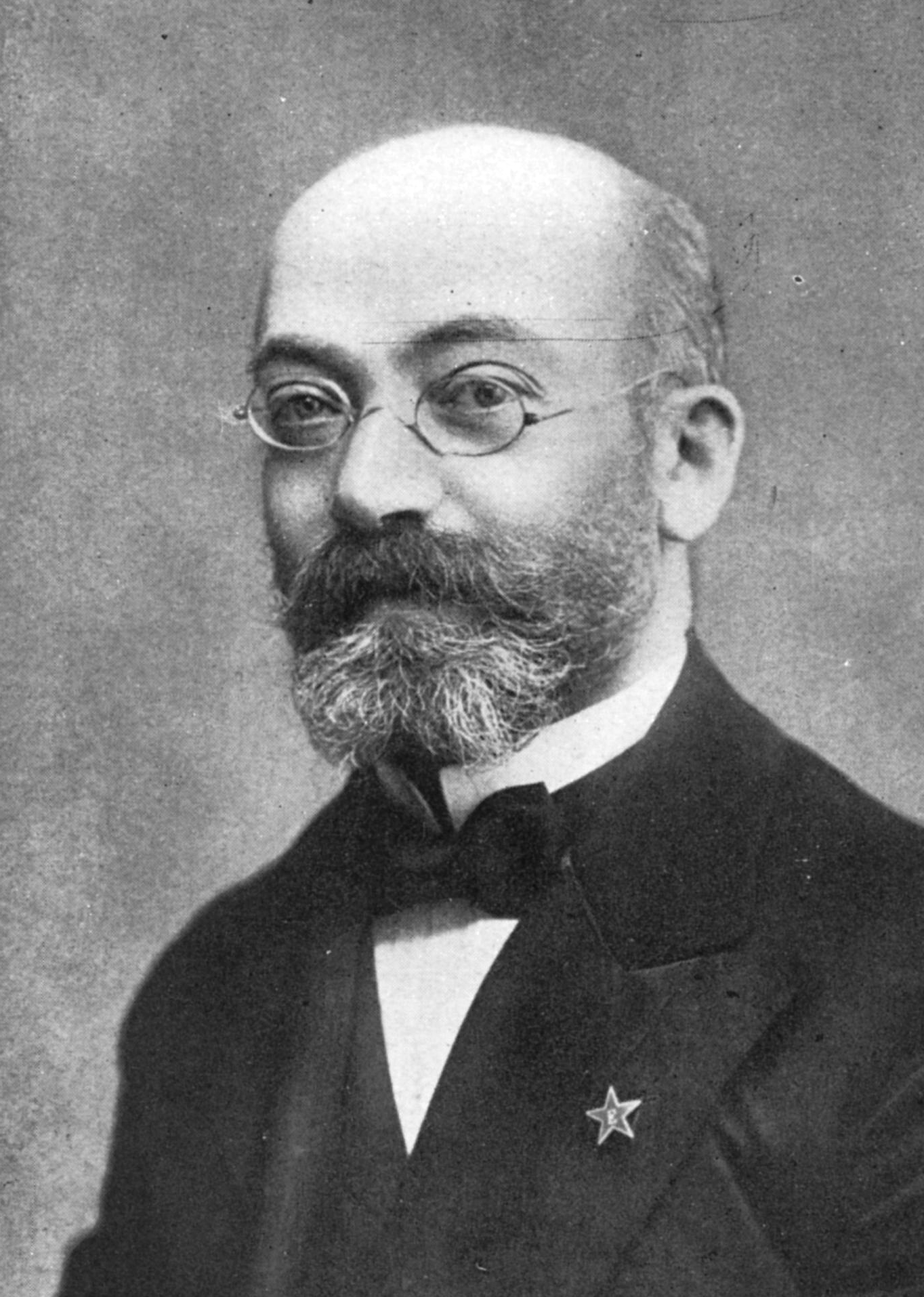
L. L. Zamenhof, iniciador de l'esperanto.

El doctor Zamenhof va desenvolupar l'esperanto a la darreria de la dècada de 1870 i el començament de la de 1880. La llengua nativa de Zamenhof era el rus, però també parlava jiddisch, polonès i alemany amb fluïdesa. Va aprendre francès, llatí, grec, hebreu i anglès. Va escriure una gramàtica del jiddisch (la primera escrita per un jueu). De llengües com l'espanyol, l'italià i el lituà en va tenir coneixements bàsics.
A Białystok, la vila natal de Zamenhof, hi vivien molts pobles i s'hi parlaven diverses llengües, com ara l'alemany, el rus, el polonès o el jiddisch —que era àmpliament majoritari—, la qual cosa dificultava la comprensió, fins i tot en les situacions més quotidianes. Com que Zamenhof considerava que la inexistència d'una llengua comuna era la raó principal dels conflictes entre diferents nacions, va començar a treballar, quan era estudiant, en el projecte d'una llengua de convenció capaç de resoldre el problema lingüístic. Caldria que fos distinta de les llengües nacionals, neutral i fàcil d'aprendre i per això acceptable per tots com a segona llengua. Una llengua apresa al mateix temps que les nacionals i usada en situacions en què s'han de comunicar diferents parlants de diferents cultures o nacions. La va anomenar Lingwe Uniwersala. El seu pare el va fer prometre que deixaria de treballar en el seu idioma i es dedicaria als estudis. Zamenhof se'n va anar a Moscou a estudiar medicina. Segons alguns biògrafs, en una de les visites al seu poble va descobrir que el seu pare havia cremat tots els manuscrits del seu projecte. Zamenhof es va posar aleshores a reescriure'l, afegint-hi millores i fent-lo evolucionar.
Després de deu anys de treball, que Zamenhof va passar traduint literatura a l'idioma i escrivint prosa i versos originals, la primera gramàtica de l'esperanto es va publicar a Varsòvia, en rus, el 26 de juliol del 1887, en un llibre anomenat Lingvo Internacia, que entre els esperantistes es coneix com a Unua Libro. Tenia 40 pàgines, coberta i un full solt i incloïa:
- Pròleg (28 pàgines), on hi havia els primers textos en esperanto: 
  - Parenostre
  - Fragments de la Bíblia
  - Model de correspondència
  - Mia penso, poesia original
  - Poesia de Heinrich Heine, traduïda de l'alemany
  - Ho, mia kor', poesia original
- Vuit targetes amb la promesa d'aprendre la llengua si deu milions de persones feien pública la mateixa promesa
- Lliçons de lingvo internacia, que consistien en l'alfabet de l'esperanto i 16 regles bàsiques de gramàtica i de sintaxi (6 pàgines)
- Diccionari internacional-rus (947 mots) (en full a part) amb la frase introductòria següent (rus): «Tot el que està escrit en la llengua internacional, es pot entendre amb l'ajut d'aquest diccionari»

Durant els anys següents se'n van fer edicions en hebreu, alemany, polonès, francès i anglès.

### Expansió inicial

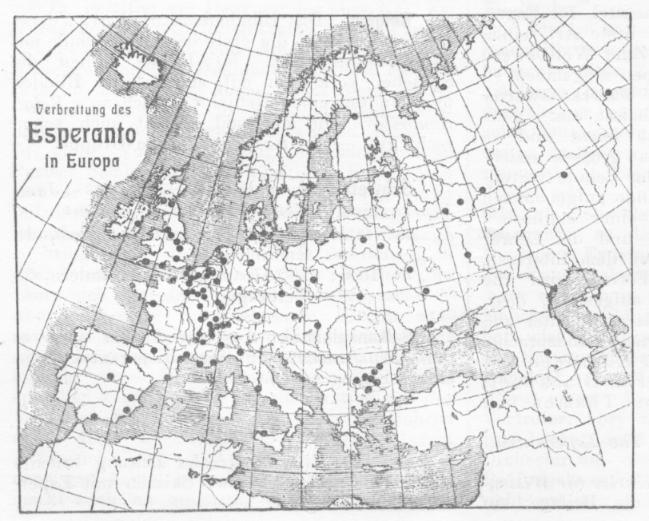
Mapa d'associacions d'esperanto a Europa el 1905.

El nombre de parlants va créixer ràpidament en les primeres dècades, sobretot a l'Imperi Rus i a Europa Oriental; després a Europa Occidental, a les Amèriques, a la Xina i al Japó. Molts d'aquells primers parlants venien d'un altre idioma planificat, el volapük, que el mateix Zamenhof havia après.
El 1888, a Nuremberg (Alemanya), el periodista Leopold Einstein funda la primera associació d'esperanto. Un any després, el 1889, el mateix Einstein funda la primera revista en esperanto: La Esperantisto. Hi van publicar els seus escrits Zamenhof, Antoni Grabowski, Solovjev, Devjatin o Lleó Tolstoi. Després de la col·laboració de Tolstoi, que va ser un dels més grans defensors de l'esperanto, la censura tsarista va prohibir l'entrada d'exemplars de la revista a l'Imperi Rus.
El moviment esperantista creix de manera ferma i atreu persones de totes les classes socials i de totes les ideologies, tot i que, potser, amb una proporció una mica més gran de membres del que hom podria anomenar la petita burgesia avançada. Aviat arrela a l'Estat francès i passa tot seguit als Països Catalans. S'hi poden documentar els primers parlants a la ciutat de València i a Ceret (Vallespir).
El 1898, l'expresident de la Primera República Espanyola, Francesc Pi i Margall, dona a conèixer l'esperanto a Madrid a través d'un article de premsa publicat al diari republicà El nuevo régimen. Després de la fundació dels primers cercles esperantistes, dels cursos d'esperanto i del contacte amb grups similars en altres països, el moviment esperantista de l'Estat espanyol se sent amb prou força per crear la primera agrupació d'àmbit estatal amb l'objectiu de difondre l'idioma internacional. La Societat Espanyola per a la Propaganda de l'Esperanto es va fundar el 1903. El mateix any es va crear l'Associació Valenciana d'Esperanto.

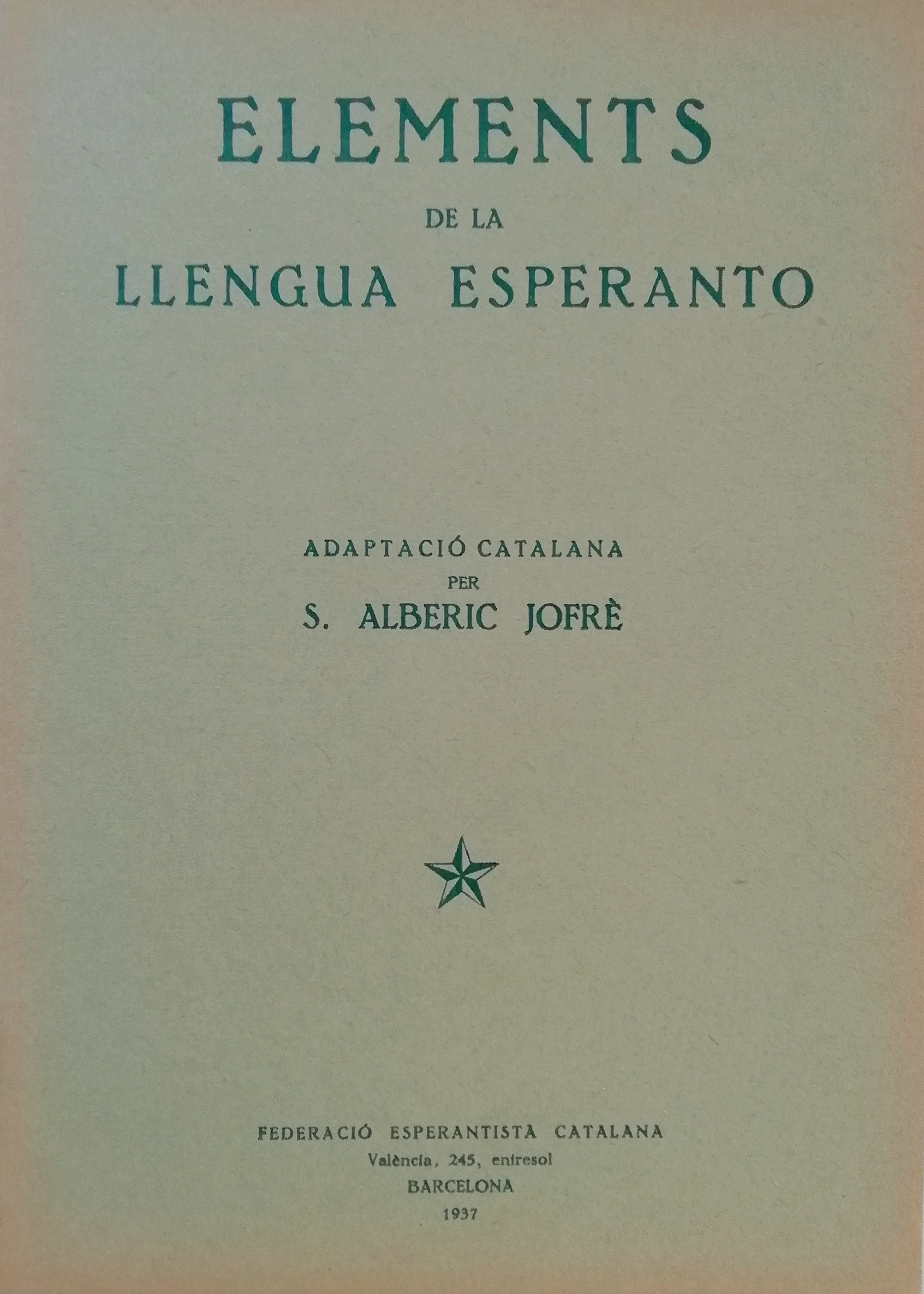
Elements de la llengua Esperanto, adaptació catalana publicada l'any 1937

Barcelona es va constituir aviat en centre esperantista mitjançant la tasca de l'escriptor Frederic Pujulà, considerat l'introductor i màxim difusor de l'esperanto al Principat, que va fer-ne una gran difusió des de la revista modernista Joventut, amb col·laboracions a La Veu de Catalunya i amb la publicació d'un gran nombre d'obres didàctiques, com gramàtiques, cursos i vocabularis. Altres esperantistes catalans cèlebres serien Joan Amades, Delfí Dalmau, Joan Mascaró, Andreu Nin o Carles Riba.
En els primers anys del moviment, els esperantistes només havien mantingut contacte per correspondència. El 1905, però, va tenir lloc a la ciutat francesa de Boulogne-sur-Mer el I Congrés Mundial d'Esperanto, amb 688 participants procedents de trenta països, que va consolidar els fonaments de la comunitat esperantista. En aquest congrés es va acceptar la Declaració de Boulogne, un document constitucional bàsic en el qual es defineixen les causes i els objectius del moviment esperantista i on es fixa oficialment el Fundamento de Esperanto com a reglament essencial i inalterable de la llengua. D'aleshores ençà, cada any, excepte en períodes bèl·lics, s'han celebrat congressos internacionals als cinc continents, a part de moltes altres trobades i activitats.
El 18 de juliol del 1907 es constitueix el Grup Esperantista de Maó, amb seu a l'Ateneu Popular. Un dia després, 19 de juliol del mateix any, es constitueix l'Esperantista Klubo Palma, amb seu a la Cambra de Comerç, i el 1908 es funda l'Associació Universal d'Esperanto (UEA).
El 1908 es va originar una greu crisi dins el moviment esperantista que amenaçava de destruir la llengua: el cisma de l'ido. Aquest cisma el van provocar un grup d'esperantistes «reformistes», amb Louis Couturat al capdavant, els quals van presentar un nou projecte de llengua considerat per ells un esperanto reformat, i que al seu torn deixaven obert a noves reformes. La pressió que van exercir els idistes va conduir Zamenhof a proposar diverses reformes per a l'esperanto als lectors de La Esperantisto, com ara eliminar els signes diacrítics, suprimir l'acusatiu, etc. El 60% dels subscriptors de la revista van refusar les reformes, ja que entenien que aquestes destruirien la confiança dels parlants en l'estabilitat de la llengua que havien après i començat a usar. Els idistes van entrebancar el progrés de l'esperanto durant dues dècades. Malgrat tot, hom va veure un avenç notable del moviment esperantista a escala internacional.

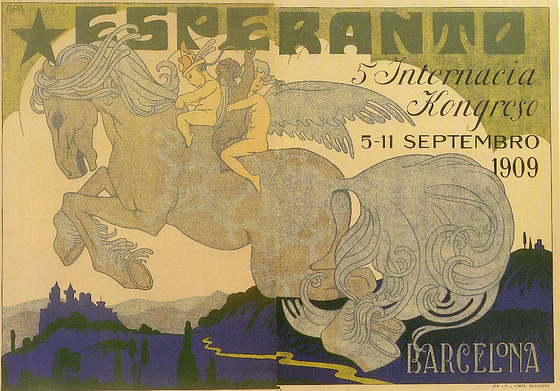
Cartell del V Congrés Universal d'Esperanto, celebrat a Barcelona (1909).

El 1909 se celebra a Barcelona el V Congrés Universal d'Esperanto, que va suposar l'arribada a la ciutat (i a la ciutat de València, on també es van portar a terme algunes activitats) de milers de persones vingudes de molts països, no només europeus, i va representar l'impuls principal del moviment esperantista. Durant la celebració es va fundar la Unió Esperantista Catòlica Internacional. Frederic Pujulà va presidir el Congrés i en va ser president d'honor el rei espanyol Alfons XIII, que va nomenar Zamenhof Comanador de l'Orde d'Isabel la Catòlica. El mateix any, a Xest (Foia de Bunyol), un veí de la vila, Francisco Máñez, introdueix l'esperanto i aconsegueix que s'hi expandeixi. Xest esdevé, així, un dels llocs del món amb els índexs més alts de població que parla o entén l'esperanto.
El 1910 es va fundar la Federació Esperantista Catalana. El X Congrés Universal d'Esperanto, celebrat el 1914 a París, va aplegar gairebé 4.000 persones. Tot aquest progrés, però, es va veure frenat bruscament l'any 1914 amb l'inici de la Primera Guerra Mundial. Un cop addicional va ser la defunció de l'iniciador de l'idioma el 1917.

### L'esperanto i els conflictes delseglexx
Durant el primer terç del segle xx l'esperanto va ser molt utilitzat i difós pel moviment obrer d'Europa. A Alemanya es coneixia com el «llatí dels obrers». A la nova Unió Soviètica s'hi va produir un creixement destacat i el 1921 es va crear la Sennacieca Asocio Tutmonda (tr. aprox. Associació Anacionalista Mundial), una organització obrera internacional amb seu a París, la qual es va oposar al neutralisme nominal del corrent principal de l'esperantisme, que va qualificar de burgesa, i es va proposar de fer servir l'esperanto com a instrument revolucionari.
El 1922, la Tercera Assemblea de la Lliga de Nacions va acceptar un informe redactat pel diplomàtic Inazo Nitobe sobre l'esperanto com a llengua auxiliar internacional, en el qual es reconeix com a «llengua viva de fàcil aprenentatge».
Als Països Catalans va tenir un fort impuls l'esperantisme lligat al moviment obrer, dins la tradició de l'internacionalisme proletari. La majoria d'escoles racionalistes i els ateneus llibertaris, així com els sindicats anarquistes i les organitzacions llibertàries, com la Federació Anarquista Ibèrica (FAI), van potenciar activament l'ús de la llengua a l'Estat espanyol.
Durant la Guerra d'Espanya es va confirmar la utilitat comunicativa de l'esperanto, alhora que es va incrementar la politització del moviment, clarament vinculat a la resistència antifranquista. Va ser utilitzat pel moviment anarcosindicalista, pels socialistes, pels comunistes oposats a l'estalinisme, pels catalanistes i també per una part de la dreta catòlica. Amb les Brigades Internacionals van venir alguns esperantoparlants dels països de l'Est que van establir contactes eventuals amb espanyols de la zona republicana. Partits i sindicats com el POUM, el PSUC o la CNT publicaven butlletins i comunicats en esperanto i n'oferien cursos als seus locals. La Generalitat de Catalunya va utilitzar àmpliament l'esperanto a través del seu Comissariat de Propaganda i als seus comunicats de premsa. Al País Valencià també es va fer servir com a mitjà de propaganda a través de la ràdio. Dues emissores van emetre en esperanto, una sota la responsabilitat del Partit Socialista i una altra del Partit Comunista.
El 1939, quan les tropes franquistes van ocupar Barcelona, la Federació Esperantista Catalana va passar a la clandestinitat. Llavors, alguns cercles reduïts i persones aïllades van començar a organitzar-se a poc a poc. En aquests primers anys l'idioma era mal vist per algunes autoritats, però no va ser mai prohibit oficialment, tot i que es coneixen algunes dades d'esperantistes executats o represaliats.
La fi de la Guerra d'Espanya va permetre la recuperació ràpida de l'idioma a l'Estat espanyol, on va tornar a ser tolerat a la dècada de 1950. Hi van renéixer grups anteriors i se'n van fundar de nous. L'esperanto va adquirir un nou prestigi davant una societat farta d'odis i guerres: si a tot Europa l'Associació Universal d'Esperanto havia prestat grans serveis a presoners de guerra en ambdós bàndols, a l'Estat espanyol va ser molt apreciada la tasca dels esperantistes que van acollir infants procedents de famílies que havien patit d'una manera cruel les conseqüències del conflicte.
Als primers anys de la Unió Soviètica l'esperanto va rebre mesures de suport del govern i va existir una Associació Soviètica d'Esperanto reconeguda oficialment. No obstant això, el 1937, Stalin va revertir aquesta política i va acusar l'esperanto de ser una «llengua d'espies». A l'URSS va haver-hi esperantistes exiliats o executats. La prohibició de l'ús de l'esperanto va ser efectiva fins al 1956.
La Segona Guerra Mundial va estroncar novament l'expansió del moviment esperantista a escala mundial. A Alemanya, al llibre Mein Kampf de Hitler es descriu l'esperanto com una llengua que podria ser usada per a la dominació del món per una conspiració jueva internacional. Com a resultat d'aquella animadversió, els esperantistes van ser perseguits durant l'Holocaust.

### Revifament
Després de la Segona Guerra Mundial l'esperanto es va reactivar. Va haver-hi intents seriosos d'emprar l'esperanto en la nova arquitectura política internacional sorgida després de la guerra. En aquest sentit hom va considerar una petició al si de la Lliga de Nacions. Tanmateix, les propostes van ser rebutjades per l'oposició de les potències principals, especialment França, que no volien veure disminuït el paper de la seva llengua nacional.
El 1954, a petició de 19 milions de signatures, la UNESCO, en la seva Conferència General celebrada a Montevideo (Uruguai), va recomanar als estats membres de l'ONU l'ús i ensenyament de l'esperanto.
A partir del 1955 comencen a ressorgir les associacions d'esperanto a Polònia, Bulgària, Txecoslovàquia, Hongria i la Unió Soviètica i es funden cada cop més grups d'esperanto a l'anomenat Tercer Món, com ara el Vietnam (1956), Madagascar (1959), Líban (1961), Zaire i Tanzània (1963). El 1963 es crea a la Universitat de La Laguna (Tenerife) la primera càtedra d'esperanto, ocupada pel doctor Juan Régulo Pérez, professor de llengua i literatura.
El 1966, l'Assemblea General de la UNESCO es manifesta públicament favorable a l'esperanto, en la petició formal feta a l'ONU aquell any, que s'acompanya d'un dossier on hi ha representades les signatures de 71.165.028 persones de 74 països.
El 1970, el president austríac, Franz Jonas, saluda en esperanto al Congrés Universal de Viena. El 1977 es publica la primera traducció completa a l'esperanto de la novel·la Don Quixot de la Manxa, de Miguel de Cervantes. El mateix any, Ràdio Vaticana inicia les seves emissions regulars en llengua internacional.
El 1982 la Xina introdueix l'esperanto en les escoles superiors de magisteri. El mateix any es funda l'Associació Catalana d'Esperanto, que es considera continuadora de la tasca de la Federació Esperantista Catalana. Amb 5.000 participants, el 1983 té lloc a Budapest (Hongria) el Congrés Mundial d'Esperanto amb el nombre més elevat d'assistents fins aleshores.
L'any 1985 i davant la proximitat de la celebració del Centenari de la Llengua Internacional Esperanto (1887-1987), novament la UNESCO, en la seva Conferència General, celebrada aquell any a Sofia (Bulgària), ratifica els valors de l'esperanto i emet la seva segona resolució favorable. El 13 de setembre es funda oficialment l'Acadèmia Internacional de les Ciències de San Marino (AIS), la primera associació científica de caràcter acadèmic amb l'esperanto com a llengua oficial.
El 1993 se celebra a València el 78 Congrés Universal d'Esperanto. La Generalitat Valenciana i el Grup Esperantista de València publiquen conjuntament, amb motiu del congrés, una antologia bilingüe en català i esperanto de l'obra d'Ausiàs March: Amkantoj/Cants d'amor. El professor Reinhard Selten (Alemanya) rep el 1994 el Premi Nobel d'Economia. És, després d'Alfred Fried (1911) i Daniel Bovet (1957), el tercer esperantòfon guardonat amb aquesta distinció. En el marc del LXXXI Congrés Internacional d'Esperanto, celebrat a Praga el 1996, se subscriu el «Manifest del moviment a favor de la Llengua Internacional Esperanto», més conegut com a Manifest de Praga. El 1998 William Auld és nominat al Premi Nobel de Literatura per la seva obra en esperanto.

### Esperanto avui
En l'actualitat, l'esperanto és una llengua completament desenvolupada, amb una comunitat de centenars de parlants a escala mundial i una gran quantitat de recursos lingüístics. Entre els esperantòfons més coneguts internacionalment hi ha el premi Nobel d'economia Reinhard Selten, la campiona mundial d'escacs Zsuzsa Polgár i Tivadar Soros, pare del financer George Soros.
La celebració del 150 aniversari del naixement del doctor Zamenhof (1859-1917) va començar amb un simposi a la seu de la UNESCO el desembre del 2008, va culminar amb un Congrés Universal d'Esperanto a la seva ciutat natal, Białystok, i va finalitzar amb un simposi a Nova York amb l'assistència de diplomàtics davant les Nacions Unides.
La UEA manté relacions oficials amb la UNESCO, les Nacions Unides, UNICEF, el Consell d'Europa, l'Organització d'Estats Americans i l'Organització Internacional de Normalització (ISO). Ha estat presentada com a candidata al Premi Nobel de la Pau, entre altres pel Parlament polonès, el 2009. La Societat Mongola d'Esperanto s'ha convertit en la 70a associació nacional associada a la UEA. En una vintena de països africans funcionen associacions esperantistes nacionals.
Moltes universitats inclouen l'esperanto en els seus cursos de lingüística i algunes l'ofereixen com a matèria separada. La Universitat de Poznan, a Polònia, concedeix un títol d'interlingüística.
L'Anuari Bibliogràfic de l'Associació Nord-americana d'Idiomes Moderns registra més de 300 publicacions científiques sobre esperanto cada any. La biblioteca del Museu Internacional d'Esperanto de Viena (que forma part de la Biblioteca Nacional d'Àustria) té més de 35.000 exemplars en aquesta llengua. Altres grans biblioteques, amb més de 20.000 exemplars cadascuna, inclouen la Biblioteca Hodler, a les oficines centrals de la UEA a Rotterdam, la biblioteca de l'Associació Britànica d'Esperanto a Stoke-on-Trent, la col·lecció alemanya d'esperanto a Aalen i la biblioteca de l'Institut Japonès d'Esperanto a Tòquio.
Amb la popularització i expansió de les noves tecnologies, l'esperanto ha guanyat una nova força propulsora i gràcies a això es pot parlar d'una renaixença de l'idioma. A internet es poden trobar milers de pàgines web en esperanto, cursos, fòrums, sales de xat, blogs, grups de debat, vídeos, premsa, etc. Una dada significativa de la situació de l'esperanto és el nombre d'articles en aquesta llengua a Vikipedio, la Viquipèdia en esperanto, més de 170.000 el novembre del 2012, amb índex de profunditat 16 i unes xifres superiors a les de moltes llengües ètniques. El febrer del 2012, el traductor de Google va incorporar l'esperanto a la seva llista d'idiomes.
Així doncs, aprendre esperanto i posar-se en contacte amb altres parlants és avui més fàcil que mai, particularment mitjançant el portal Duolingo. Es calcula que com a mínim 10.000 persones el parlen fluidament, 100.000 de manera activa, i un milió n'entenen un gran percentatge de manera passiva.

## Ús oficial i reconeixement d'organismes internacionals
- Tot i que cap país reconegut no ha adoptat mai l'esperanto com a llengua oficial, al començament del segle xx, va haver-hi plans per establir el primer estat esperantòfon a Moresnet Neutral.[27][28] A més d'això, la República de l'Illa de les Roses, micronació construïda sobre una illa artificial a la mar Adriàtica, va usar l'esperanto com a llengua oficial el 1968.
- El 1924, la Unió Nord-americana de Radioaficionats va adoptar l'esperanto com a llengua auxiliar internacional oficial, amb l'esperança que fos usat pels radioaficionats en les seves comunicacions internacionals. Tanmateix, el seu ús actual en la radiocomunicació és anecdòtic.
- L'esperanto és llengua de treball d'algunes organitzacions internacionals no lucratives. La més gran d'elles, l'Associació Anacional Mundial, té una relació consultiva oficial amb les Nacions Unides i la UNESCO. De la resta, la majoria són organitzacions específicament esperantistes.
- L'esperanto és la primera llengua d'ensenyament i d'administració de l'Acadèmia Internacional de les Ciències de San Marino (AIS).
- El darrer president dels Estats Units, Barack Obama, va ordenar traduir alguns vídeos de la seva campanya electoral a l'esperanto. Hi ha també una proposta al Parlament per ensenyar l'esperanto a les escoles nord-americanes, pel seu valor propedèutic a l'hora d'estudiar altres llengües, en un país on el bilingüisme no està gaire estès.
- El 1995, l'Església Catòlica va traduir el seu missal oficial a l'esperanto. També des de fa anys, els papes feliciten el Nadal i la Pasqua en esperanto, com a penúltima llengua abans del llatí durant la tradicional benedicció Urbi et orbi.
- Als Jocs Olímpics del 2008, celebrats a Pequín, l'esperanto era en el restringit grup de nou llengües oficials a través de les quals es van difondre les notícies sobre els jocs.
- Una quantitat relativament baixa d'escoles ensenya esperanto de manera oficial a la Xina, Hongria i Bulgària. No obstant això, fora de la Xina i Hongria, la majoria d'aquests acords són informals, sense patrocini oficial. El 2009, el Senat del Brasil va aprovar un projecte de llei perquè l'esperanto formi part, com a assignatura optativa, del pla d'estudis de les escoles públiques.[29][30][31]
- La Universitat Eötvös Loránd de Budapest va tenir un Departament d'Interlingüística i Esperanto entre el 1966 i el 2004. Posteriorment es va traslladar a centres de formació professional. Hi ha exàmens oficials per a professors d'esperanto.
- El febrer del 2010, vuit diputats britànics van proposar l'Associació Universal d'Esperanto (UEA) com a candidata al Premi Nobel de la Pau, fet que es considera molt encoratjador tenint en compte el país d'on prové. Ja el 2007, alguns diputats suïssos van proposar la UEA com a candidata al Premi Nobel de la Pau.
- A Itàlia, l'esperanto és present, juntament amb l'italià, el francès, l'anglès, l'eslovè i l'alemany, al menú de les màquines expenedores de tiquet d'accés a les taquilles de l'Agència Tributària.
- El web de la Universitat Pompeu Fabra de Barcelona dona la benvinguda en diverses llengües, entre les quals hi ha l'esperanto.

## Característiques

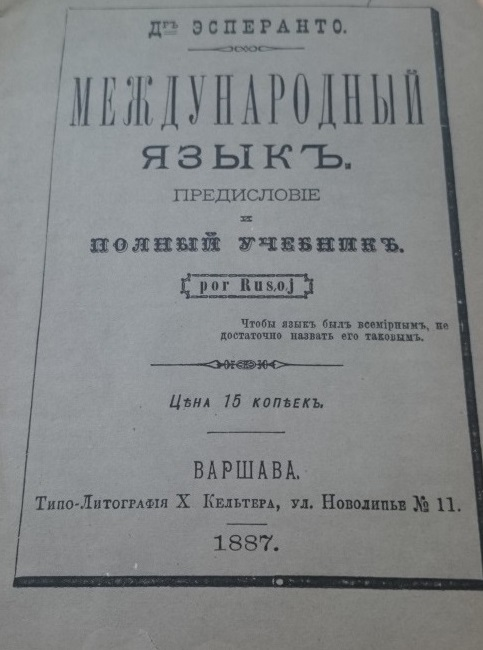
Lingvo Internacia, primera edició en rus (1887).

### Classificació genètica
Com que és una llengua construïda, l'esperanto no està genealògicament relacionat amb l'idioma de cap grup ètnic. S'ha descrit com un «idioma el lèxic del qual és essencialment romànic, predominantment aglutinant des d'un punt de vista morfològic, fins al punt que té un caràcter una mica aïllant». La fonologia, la gramàtica, el vocabulari i la semàntica estan basats essencialment en llengües indoeuropees occidentals. El repertori fonèmic és eslau, i també molta de la semàntica, mentre que el vocabulari prové principalment de llengües romàniques, amb una contribució menor per part de les llengües germàniques i algunes paraules d'unes altres diverses llengües (el diccionari etimològic d'esperanto Konciza Etimologia Vortaro, d'André Cherpillod, fa referència a 110 llengües). L'escriptura és d'acord amb la fonètica (una lletra per cada so i un so per cada lletra) i la morfologia és extremadament regular i fàcil d'aprendre. Els aspectes pragmàtics i d'altres que no van ser definits en els documents originals de Zamenhof, van estar influenciats per les llengües natives dels primers parlants, principalment rus, polonès, alemany i francès.
Tipològicament, l'esperanto és un idioma preposicional i el seu ordre per defecte és subjecte-verb-objecte i adjectiu-substantiu, encara que tècnicament qualsevol ordre és possible gràcies als morfemes que assenyalen la funció gramatical de cada mot. Hom pot crear noves paraules mitjançant l'ús d'afixos.

### Alfabet
L'esperanto s'escriu amb una versió modificada de l'alfabet llatí, que inclou 6 lletres amb un diacrític: ĉ, ĝ, ĥ, ĵ, ŝ i ŭ (és a dir, c, g, h, j, s amb circumflex, i u breu). L'alfabet no inclou les lletres q, w, x i y, que no es fan servir, excepte en expressions matemàtiques i noms estrangers no assimilats. Les 28 lletres de l'alfabet són:
| Lletra | a | b | c  | ĉ  | d | e | f | g | ĝ  | h | ĥ | i | j    | ĵ | k | l | m | n | o | p | r | s | ŝ | t | u | ŭ | v | z |
| AFI    | ä | b | t͡s | t͡ʃ | d | e̞ | f | ɡ | d͡ʒ | h | x | i | j, i̯ | ʒ | k | l | m | n | o̞ | p | r | s | ʃ | t | u | u̯ | v | z |

Hi ha dues convencions ortogràfiques compatibles amb ASCII, que substitueixen els dígrafs per a les lletres accentuades. Va ser Zamenhof qui, en els primers anys de la llengua, va recomanar l'ús de h després de les lletres c, g, h, j i s per formar ĉ, ĝ, ĥ, ĵ i ŝ. Aquesta convenció (convenció H), que apareix en el Fundamento de Esperanto, va ser adoptat en el I Congrés Universal d'Esperanto a Boulogne-sur-Mer.
La convenció X, amb x (cx, gx, hx, jx, sx, ux), va ser creada posteriorment. Més adaptable que la H, evita situacions d'ambigüitat entre la h ortogràfica i la h substitutiva de diacrític. És molt usada avui, principalment en mitjans electrònics, des de la popularització d'internet.
El setembre del 2006, la secció de pronúncia de l'Acadèmia d'Esperanto va proposar una resolució sobre l'ús de les diferents convencions sota circumstàncies i necessitats especials: la substitució de les lletres accentuades per altres signes o combinació de signes, només quan sigui un mitjà tècnic que no reconegui reformes de l'ortografia de l'esperanto i quan no causi cap confusió, no s'ha de veure com contrària al Fundamento.
Transcripció en braille
Com per a totes les llengües que utilitzen lletres diacrítiques, el braille disposa d'una transcripció adaptada a aquests caràcters.

ĉ
ĝ
ĥ
ĵ
ŝ
ŭ

Signuno
Signuno és una adaptació a l'esperanto de la llengua de signes internacional per a sords.

### Fonologia
L'esperanto té 28 fonemes (5 vocals i 23 consonants). L'ortografia és perfectament fonològica: cada lletra o grup de lletres representa de manera invariable un únic fonema. Totes les lletres es pronuncien de manera similar al seu equivalent en minúscula a l'Alfabet Fonètic Internacional (AFI), amb l'excepció de c i les lletres accentuades, que es pronuncien de la manera següent:
| Lletra    | c    | ĉ    | ĝ    | ĥ   | ĵ   | ŝ   | ŭ                    |
| --------- | ---- | ---- | ---- | --- | --- | --- | -------------------- |
| Pronúncia | [ts] | [tʃ] | [dʒ] | [x] | [ʒ] | [ʃ] | [w] (com ara aŭ, eŭ) |

No hi ha to. Quan a l'accent d'intensitat, totes les paraules són planes, és a dir, s'accentuen en la penúltima síl·laba, excepte quan tenen només una vocal o la vocal final que ha estat omesa (situació en la qual és tònica l'última síl·laba; en aquest cas és gràficament substituïda per un apòstrof; kastelo → kastel'), recurs estilístic usat en la poesia.

#### Consonants
La classificació de les consonants és la següent:
|                    | Bilabial | Bilabial | Labio- dental | Labio- dental | Alveolar | Alveolar | Post- alveolar | Post- alveolar | Palatal | Palatal | Velar | Velar | Glotal | Glotal |
| Oclusiva           | p        | b        |               |               | t        | d        |                |                |         |         | k     | g     |        |        |
| Nasal              |          | m        |               |               |          | n        |                |                |         |         |       |       |        |        |
| Vibrant simple     |          |          |               |               |          | ɾ        |                |                |         |         |       |       |        |        |
| Fricativa          |          |          | f             | v             | s        | z        | ʃ              | ʒ              |         |         | x     |       | h      |        |
| Africada           |          |          |               |               | ʦ        |          | ʧ              | ʤ              |         |         |       |       |        |        |
| Aproximant lateral |          |          |               |               |          | l        |                |                |         |         |       |       |        |        |
| Aproximant         |          |          |               |               |          |          |                |                |         | j       |       |       |        |        |

#### Vocals
El sistema vocàlic té cinc timbres (a, e, i, o, u, que corresponen als mateixos valors en català de a, e, i, o, u). No fa distinció en la longitud de les vocals i tampoc no hi ha vocals nasalitzades. Hi ha sis diftongs decreixents: uj, oj, ej, aj, aŭ, eŭ (/ui, oi, ei, ai, au, /eu).
Tolera un alt grau de variació. Per exemple, /e/ va des de [e] (é catalana) fins a [ɛ] (è catalana). Aquestes diferències gairebé sempre depenen de l'idioma matern dels parlants. Hom pot usar una oclusiva glotal sorda entre vocals adjacents en algunes oracions, especialment si les vocals són les mateixes, com a heroo (heroi) i praavo (besavi).
|         | Frontal | Posterior |
| ------- | ------- | --------- |
| Tancada | i       | u         |
| Mitjana | e       | o         |
| Oberta  | a       | a         |

### Exemples etimològics
- Del llatí i les llengües romàniques:
  - del llatí: abio, sed, tamen, okulo, akvo (avet, però, tanmateix, ull, aigua)
  - del francès: dimanĉo, fermi, ĉe, frapi, ĉevalo, butiko (diumenge, tancar, en, colpejar, cavall, botiga)
  - de l'italià:  ĉielo, fari, voĉo (cel, fer, veu)
  - de diverses: facila, fero, tra, verda (fàcil, ferro, a través, verd)

- De les llengües germàniques:
  - de l'alemany: baldaŭ, bedaŭri, haŭto, jaro, nur (aviat, lamentar, pell, any, només)
  - de l'anglès: birdo, mitingo, spite, suno, teamo (ocell, reunió, a despit de, sol, equip)
  - de diverses: bildo, fiŝo, fremda, grundo, halti, hasti, hundo, ofta, somero, ŝipo, vintro (imatge, peix, estranger, terra (sòl), aturar, apressar, gos, freqüent, estiu, vaixell, hivern)

- De les llengües eslaves:
  - del polonès: celo, ĉu, krado, luti, moŝto (objectiu, potser, reixa, soldar, altesa)
  - del rus: barakti, serpo, vosto (forcejar, falçó, cua)
  - de diverses: klopodi, krom, prava (procurar, a més de, encertat)

- D'altres llengües indoeuropees:
  - del grec: hepato, kaj, biologio, politiko (fetge, i, biologia, política)
  - del lituà: du, ju, tuj (dos, com més, immediatament)
  - del sànscrit:  budho, nirvano (buda, nirvana)

- De les llengües uralianes: 
  - de Llengües sami:  samea, boaco, jojko
  - del finès:  lirli, saŭno (murmurar, sauna)
  - de l'hongarès:  cinci, ĉako, ĉardo, ĉardaŝo, ĉuro

- De les llengües semítiques: 
  - de l'hebreu: kabalo (càbala)
  - de l'àrab:  kadio, kaido (cadí, caid)

- D'altres idiomes:
  - del japonès:  cunamo, haŝio, hajko, utao, zeno

### Exemples de text
- Article 1 de la Declaració de Drets Humans:

Ĉiuj homoj estas denaske liberaj kaj egalaj laŭ digno kaj rajtoj. Ili posedas racion kaj konsciencon, kaj devus konduti unu al alia en spirito de frateco.
- Parenostre:

Patro nia, kiu estas en la ĉielo,

sankta estu Via nomo,

venu reĝeco Via,

estu volo Via,

kiel en la ĉielo, tiel ankaŭ sur la tero.

Panon nian ĉiutagan donu al ni hodiaŭ

kaj pardonu al ni ŝuldojn niajn

kiel ni ankaŭ pardonas al niaj ŝuldantoj;

ne konduku nin en tenton,

sed liberigu nin de la malvera,

ĉar Via estas la regado, la forto kaj la gloro eterne.

Amen!

### Frases d'ús corrent
Heus aquí algunes frases útils en esperanto, amb transcripció AFI:
- Hola:  Saluton (?·pàg.) /sa.ˈlu.ton/
- Que parles esperanto?: Ĉu vi parolas Esperanton ? /ˈʧu vi pa.ˈɾo.las es.pe.ˈɾan.ton/
- Com estàs?:  Kiel vi fartas? (?·pàg.) /ˈki.el vi ˈfar.tas/
- Com et dius?: Kiel vi nomiĝas ? /ˈki.el vi no.ˈmi.ʤas/
- Em dic…: Mi nomiĝas… /mi no.ˈmi.ʤas…/
- Què és això?:  Kio estas tio? (?·pàg.) /ˈki.o ˈes.tas ˈti.o/
- Això és…: Tio estas… /ˈti.o ˈes.tas/
- M'agrada aquest: Mi ŝatas tiun ĉi /mi ˈʃat.as ˈti.un ˈʧi/ o Ĉi tiu plaĉas al mi /ʧi ˈti.u ˈpla.ʧas al ˈmi/
- Pren: Jen /jen/
- Està bé:  Bone (?·pàg.) /ˈbo.ne/
- Si us plau:  Bonvolu (?·pàg.) /bon.ˈvo.lu/
- Gràcies:  Dankon (?·pàg.) /ˈdan.kon/
- De res:  Ne dankinde (?·pàg.) /ˈne dan.ˈkin.de/
- Una cervesa, si us plau:  Unu bieron, mi petas (?·pàg.) /ˈu.nu bi.ˈe.ron mi ˈpe.tas/
- Quant?: Kiom? /ˈki.om/
- A la vostra salut! (brindis): Je via sano /je ˈvi.a ˈsa.no/
- Salut! (si hom esternuda):  Sanon! (?·pàg.) /ˈsa.non/
- No t'entenc:  Mi ne komprenas vin (?·pàg.) [mi ˈne kom.ˈpɾe.nas vin/
- És un dia bonic: Estas bela tago /ˈes.tas ˈbe.la ˈta.go/
- T'estimo:  Mi amas vin (?·pàg.) /mi ˈam.as vin/
- Bon dia:  Bonan matenon (?·pàg.) /ˈbo.nan ma.ˈte.non/
- Bon vespre:  Bonan vesperon (?·pàg.) /ˈbo.nan ves.ˈpe.ron/
- Bona nit:  Bonan nokton (?·pàg.) /ˈbo.nan ˈnok.ton/
- A reveure: Ĝis revido /ˈʤis ɾe.ˈvid.o//Ĝis ! /ˈʤis/
- Adéu: Adiaŭ aˈdi.aw/
- Pau:  Pacon! (?·pàg.) ˈpa.tson/

## Evolució de la llengua
Des de l'inici de l'esperanto van sorgir algunes propostes de reforma de l'idioma, algunes del mateix Zamenhof. Tanmateix, la comunitat esperantòfona ha tendit a ser reticent a les reformes. Així, des del 1887 fins avui, l'esperanto ha evolucionat sense canvis radicals, de manera que la llengua que es parla ara és molt pròxima a la que es parlava a l'inici. Això és cert pel que fa a la gramàtica, que s'ha mantingut constant en el temps i en l'actualitat és pràcticament idèntica a la creada per Zamenhof. En altres terrenys - fonètic, morfològic, sintàctic i semàntic - sí que podem destacar alguns canvis. A més del creixement general del vocabulari i la fraseologia, aquests canvis (de vegades amb prou feines remarcables, de vegades agrament disputats) abracen, entre d'altres, les següents tendències:
- Preferència per la formació curta d'algunes paraules, com ara spontana en lloc de spontanea.
- Arcaïtzació de mots (ex.: pafilego) i ús paral·lel d'uns altres (ex.: kanono).
- Enriquiment en matisos del vocabulari, per exemple a bleki (produir sons els animals) es va afegir una llista de verbs per espècies concretes.
- Evolució de diferències semàntiques de formes paral·leles; ex.: plaĝo: franja de costa per prendre el bany i el sol, més sovint transformada pels homes per aquest objectiu; strando: franja de costa més original, natural i «salvatge».
- Ús de k (en alguns casos h) en lloc de la més antiga ĥ, principalment després de la r.
- Ús de -io en lloc de -ujo en els noms de països.
- Adverbialització més freqüent; ex.: lastatempe en lloc de en la lasta tempo, aviadile en lloc de per aviadilo, haste i laste en lloc de hastante i kiel la lasta.
- Evitació de formacions complexes de paraules.
- Ús d'afixos com a mots amb el mateix significat; ex.: ega, eta, emo, malo, iĝi, estro, estraro, ilo, ilaro, ejo, ismo.

Al començament l'idioma constava d'unes 1.000 arrels, a partir de les quals era possible formar 10.000 o 12.000 paraules. Avui dia els diccionaris d'esperanto solen contenir entre 15.000 i 20.000 arrels, a partir de les quals poden formar-se centenars de milers de paraules, i l'idioma continua evolucionant.
L'Acadèmia d'Esperanto controla les tendències actuals. Així, com que l'esperanto ha esdevingut una llengua viva, els canvis que s'hi produeixen són similars a les intervencions que tenen lloc en el desenvolupament de les llengües ètniques.

## Esperanto en l'educació
Una quantitat relativament baixa d'escoles ensenya esperanto de manera oficial a la Xina, Hongria i Bulgària. La majoria dels esperantoparlants continua aprenent l'idioma de manera autodidàctica o a través de cursos per correspondència. Molts cursos d'esperanto, que inicialment s'impartien per correspondència convencional, van ser adaptats al correu electrònic i impartits per grups de professors voluntaris. Més recentment, llocs web d'ensenyament com Lernu! s'han fet populars. Diversos pedagogs estimen que es pot aprendre esperanto en un període equivalent a una quarta part, fins a una vintena part, del temps que cal per aprendre altres llengües. Alguns argumenten, però, que això s'aplica només a parlants natius d'idiomes occidentals.
Claude Piron, un psicòleg de la Universitat de Ginebra i traductor de xinès-anglès-rus-castellà-francès de Nacions Unides, assegura que és més fàcil pensar clarament en esperanto que en molts idiomes nacionals (vegeu Hipòtesi de Sapir-Whorf per més detalls sobre aquesta teoria), perquè «l'esperanto recolza exclusivament en els reflexos innats [i] es diferencia dels altres idiomes pel fet que sempre es pot confiar en la tendència natural de generalitzar patrons. […] La mateixa llei neuropsicològica [—denominada per] Jean Piaget assimilació generalitzadora— s'aplica tant en la formació de paraules com en la gramàtica».
Diversos experiments han demostrat que estudiar esperanto abans d'estudiar un altre idioma estranger agilitza i fa més fàcil l'aprenentatge de l'altre idioma. Això probablement es deu al fet que l'aprenentatge d'idiomes estrangers es fa menys difícil essent ja bilingüe. A més a més, l'ús d'un idioma auxiliar, gramaticalment simple i culturalment flexible, disminueix el xoc que implica aprendre un primer idioma estranger. En un estudi, un grup d'estudiants europeus d'ensenyament secundari que van estudiar esperanto durant un any i després francès durant tres anys, van demostrar que tenien un millor coneixement del francès que el grup de control que va estudiar francès durant quatre anys. S'han obtingut resultats similars quan el segon idioma va ser el japonès o quan el curs es va reduir a dos anys, dels quals sis mesos es van dedicar a aprendre esperanto. (Per a més detalls sobre estudis d'aquest tipus, vegeu Valor propedèutic de l'esperanto).
Entre els dies 11 de gener i 12 de febrer del 2012, en el marc de l'experiment Esperanto-Insulo, l'illa xinesa de Hainan va acollir els primers cursos del projecte Universitat d'Esperanto, la primera universitat en esperanto del món, basada en els models actuals de l'Open Course Ware de les Universitats de Yale i Berkeley.

### Acreditació
La UEA, en col·laboració amb el Centre d'Aprenentatge Avançat d'Idiomes de la Universitat Eötvös Loránd (ELTE ITK per les seves sigles en hongarès) de Budapest, ha elaborat exàmens que certifiquen els nivells B1, B2 i C1, segons el marc comú europeu de referència per a les llengües.
L'ELTE ITK és membre de l'Associació d'Examinadors Europeus d'Idiomes (ALTE per les seves sigles en anglès) i ja realitzava exàmens bilingües hongarès-esperanto abans de la normalització per certificar els nivells del marc comú europeu de referència per a les llengües, ja que a Hongria l'esperanto és inclòs i tractat com qualsevol altre idioma estranger en el sistema educatiu universitari. Els exàmens es poden realitzar en qualsevol país i l'ELTE ITK lliura un diploma acreditatiu, encara que adverteix que els exàmens aprovats fora d'Hongria no tindran el mateix valor legal dintre de la universitat estatal.
Aquest nou sistema d'examen monolingüe va ser presentat a finals del 2008 i els exàmens es realitzen des del 2009. Des de l'any 2009 s'aprofiten les grans trobades internacionals de parlants d'esperanto per organitzar exàmens, si hi ha un grup d'almenys un dels tres nivells.

## Comunitat esperantòfona

### Geografia i demografia

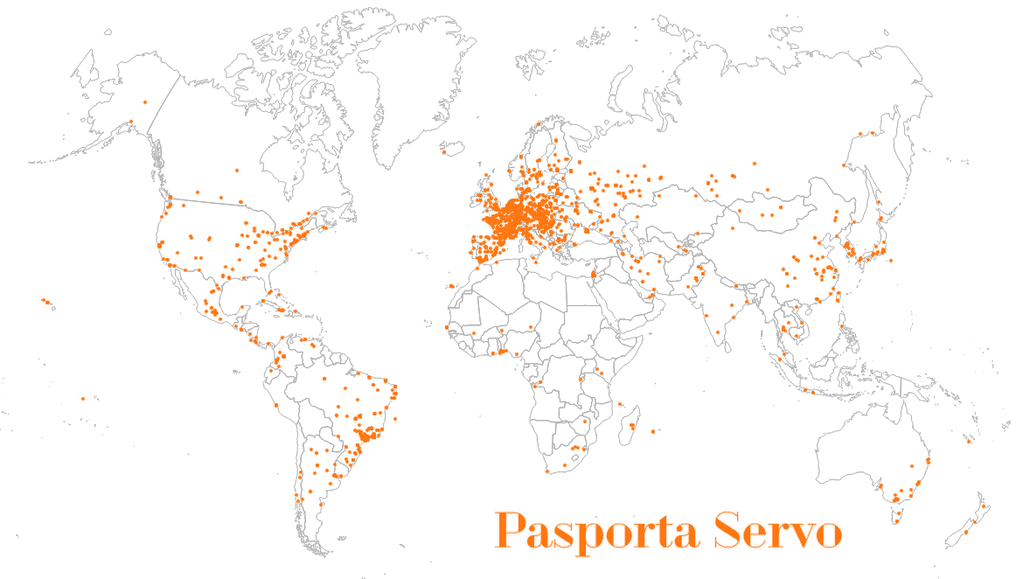
Distribució dels amfitrions del Pasporta Servo el 2015.

Els parlants d'esperanto són més nombrosos a Europa i l'Àsia que a Amèrica, l'Àfrica i Oceania. Són més nombrosos en àrees urbanes que rurals. L'esperanto està particularment estès a l'Estat francès i Alemanya, a Europa Occidental; a Hongria i Lituània, a Europa Oriental. A la Xina, Corea, el Japó i l'Iran a l'Àsia; a l'Argentina, el Brasil, Cuba i Mèxic, a Amèrica; i a Madagascar i Togo a l'Àfrica.
Sidney S. Culbert, un professor de psicologia jubilat de la Universitat de Washington i esperantista veterà, va fer un càlcul aproximatiu del nombre d'esperantoparlants. Culbert va rastrejar i valorar esperantòfons en àrees de mostra a desenes de països durant més de vint anys i el 1988 va concloure que entre un i dos milions de persones en el món parlen esperanto a nivell 3 de l'escala ILR, competència lingüística per al treball professional (capaç de comunicar moderadament idees completes sense vacil·lació i de seguir discursos, transmissions de ràdio, etc.). El càlcul de Culbert no es va fer només per l'esperanto; s'incloïa en una llista de càlculs aproximatius de totes les llengües amb més d'un milió de parlants. L'explicació més detallada dels mètodes de Culbert s'expliquen en una carta del 1989 a David Wolf. Pel fet que Culbert mai no va publicar els resultats detallats per països i regions concretes, és difícil d'avaluar la precisió dels resultats.
La xifra de 2.000.000 apareix a Ethnologue. Si aquesta xifra és correcta, aproximadament un 0,03% de la població mundial sap parlar l'idioma. Això està molt per sota de les expectatives de Zamenhof que es convertís en un idioma universal, però representa un nivell de popularitat no assolit mai per cap altre idioma construït.
Marcus Sikosek (ara Ziko van Dijk) ha posat en dubte la xifra d'1,6 milions, que considera exagerada. Sikosek estima que àdhuc si els parlants estiguessin distribuïts de manera uniforme, hom podria afirmar que amb un milió de parlants a escala mundial, a la ciutat alemanya de Colònia hi devien haver, si més no, 180 persones amb un alt nivell de fluïdesa. Tanmateix, Sikosek troba només 30 parlants d'aquestes característiques a la ciutat i de manera similar va trobar xifres més baixes que les esperades en llocs que suposadament devien tenir una concentració d'esperantistes més elevada que la mitjana. També remarca que hi ha un total de 20 000 membres en diverses associacions d'esperanto (altres estimacions són més altes). Tot i que, sens dubte, hi ha esperantistes que no són membres de cap associació, Sikosek considera improbable el fet que hi hagi 15 vegades més parlants que els que hi ha inscrits en alguna organització. Hi ha uns altres que pensen que aquesta proporció entre membres del moviment esperantista i parlants de l'idioma no és improbable.
El lingüista finlandès Jouko Lindstedt, un expert en parlants natius d'esperanto, va presentar l'esquema següent, que mostra la proporció de les habilitats lingüístiques de la comunitat esperantista:
- 1.000 són parlants natius d'esperanto.
- 10.000 el parlen fluidament.
- 100.000 poden parlar-lo activament.
- 1.000.000 entenen un gran percentatge de manera passiva.
- 10.000.000 l'han estudiat en algun moment.

Sense un sondeig detallat o qualsevol altre cens de dades és impossible establir-ne el nombre de parlants amb certesa. Segons el web de la UEA, sobre la base del nombre de llibres de text venuts i la afiliació de les societats locals, la xifra de persones amb algun coneixement de la llengua se situa en centenars de milers i possiblement milions de parlants.
La majoria de parlants aprenen l'esperanto de manera autodidàctica, mitjançant mètodes d'autoaprenentatge, gramàtiques i diccionaris. Moltes persones segueixen cursos a través d'internet i algunes assisteixen a cursos presencials.

### Activisme esperantista
L'esperanto és mantingut per una xarxa d'activistes agrupats en diferents associacions. A escala internacional, aquesta xarxa està integrada en l'Associació Mundial d'Esperanto (UEA). La UEA integra una xarxa d'associacions nacionals i temàtiques de tota classe.
El conjunt d'activistes a favor de l'esperanto sol anomenar-se «moviment esperantista». Tanmateix, aquest nom és enganyós en la mesura que els esperantòfons no constitueixen un conjunt homogeni. De fet, les motivacions, les aspiracions i les idees dels esperantòfons reflecteixen la diversitat d'opinions presents en el món. Cal assenyalar també que només una minoria d'esperantòfons són membres d'associacions d'esperanto.
En general, la major part de l'activisme consisteix a fomentar l'aprenentatge de l'esperanto i el seu ús en la comunicació internacional. La defensa d'aquest objectiu recolza en diferents estudis i informes que mostren els avantatges de l'esperanto per a aquest ús:
- Igualtat en el camp de la comunicació internacional, ja que no hi ha els avantatges que poden tenir els parlants d'una llengua nacional a l'hora d'utilitzar-la o imposar-la.
- Major facilitat d'aprenentatge, en comparació amb les altres llengües.
- Avantatges econòmics, en comparació amb altres alternatives, com l'ús de l'anglès, com demostra l'informe Grin.

Un exemple dels objectius de l'activisme esperantista el representa el partit polític Europa Democràcia Esperanto, que fomenta l'ús de l'esperanto com a llengua auxiliar comuna i igualitària a Europa.

### Cultura esperantòfona
L'esperanto no ve d'una cultura específica, però n'ha creat una. La cultura esperantista és el conjunt d'elements culturals creats per la comunitat esperantòfona per accedir a una cultura internacional.
Els detractors de l'esperanto de vegades el critiquen tot dient que és un idioma «sense cultura». Els defensors, com el professor Humphrey Tonkin, de la Universitat de Hartford, fan observar que l'esperanto és «culturalment neutral pel seu disseny, ja que estava destinat a ser un facilitador entre les cultures, a no ser el portador de tota una cultura nacional». L'autor escocès William Auld ha escrit extensament sobre el tema, argumentant que l'esperanto és «l'expressió d'una cultura comuna de la humanitat, no compromesa per les fronteres nacionals. Per tant, es considera una cultura en si mateixa».
Cada any, entre 1.500 i 3.000 parlants d'esperanto s'apleguen en el Congrés Mundial d'Esperanto. L'Eǔropa Esperanto-Unio agrupa les associacions esperantistes dels estats membres de la Unió Europea i organitza congressos cada dos anys.
Molts parlants fan servir la llengua per viatjar de franc arreu del món utilitzant el Pasporta Servo, un servei d'allotjament gratuït per als parlants d'esperanto. D'altres se senten atrets per la idea de tenir amics per correspondència en molts països d'arreu del món usant serveis com ara l'Esperanta Koresponda Servo.
Alguns aspectes comuns de tots els esperantistes poden definir la seva cultura. Els esperantistes parlen en esperanto i sobre esperanto, usant termes, girs, sarcasmes i un seguit d'expressions pròpies del medi esperantista. Relativament esteses entre els esperantistes, hi ha també algunes tradicions, com ara la Diada de Zamenhof -celebrada el 15 de desembre-, que alguns prefereixen anomenar Dia del Llibre en Esperanto, considerat també el Dia de la Cultura Esperantista.

#### Bandera

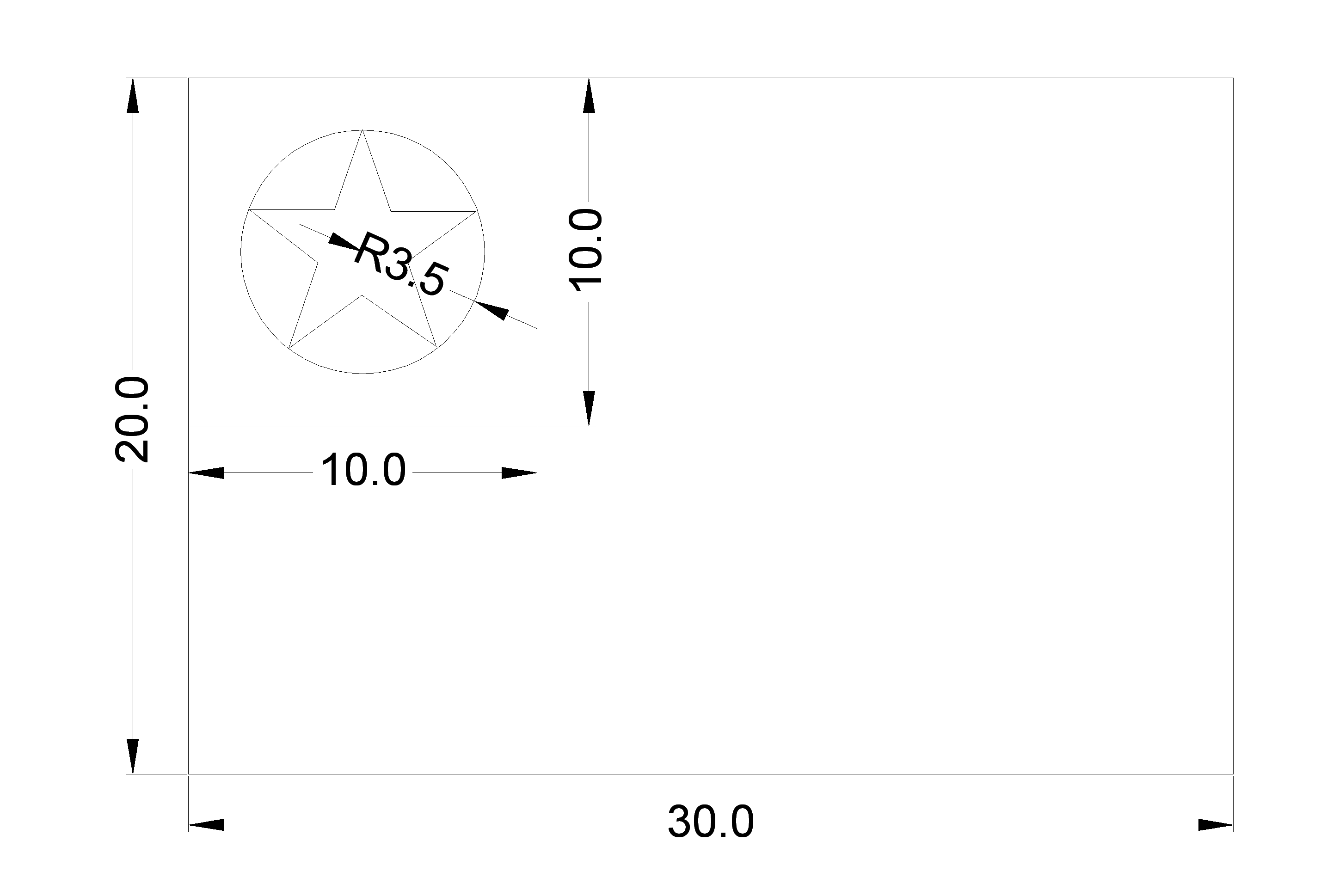
Proporcions de la bandera

Bandera de l'Esperanto.

La bandera de l'esperanto és la bandera del moviment esperantista i està composta per un fons verd amb un requadre blanc en el cantó superior esquerre, a l'interior del qual hi ha una estrela verda. El camp verd simbolitza esperança, el blanc pau i neutralitat i l'estrela de cinc puntes representa els cinc continents. Els esperantistes l'anomenen "Verda Stelo" (Estrela Verda). Fou creada inicialment pel club d'esperanto de Boulogne-sur-Mer, a França. L'any 1905, en aquesta localitat, tingué lloc el primer Congrés Mundial d'Esperanto (Universala Kongreso de Esperanto) on es decidí aprovar la bandera com a símbol representatiu de l'idioma.
Alguns esperantistes són contraris a l'ús de la bandera tradicional, ja que la consideren massa nacionalista per a una llengua internacional. Per aquest motiu moltes organitzacions ja no en recomanen l'ús i en el seu lloc utilitzen una nova versió: el símbol Jubilea (dues lletres E verdes contraposades sobre camp blanc), creat el 1987 per un esperantista brasiler. El 2011 el Google li dedicà un doodle consistent en una fusió del logotip del cercador amb la bandera l'esperanto.

#### Cinema

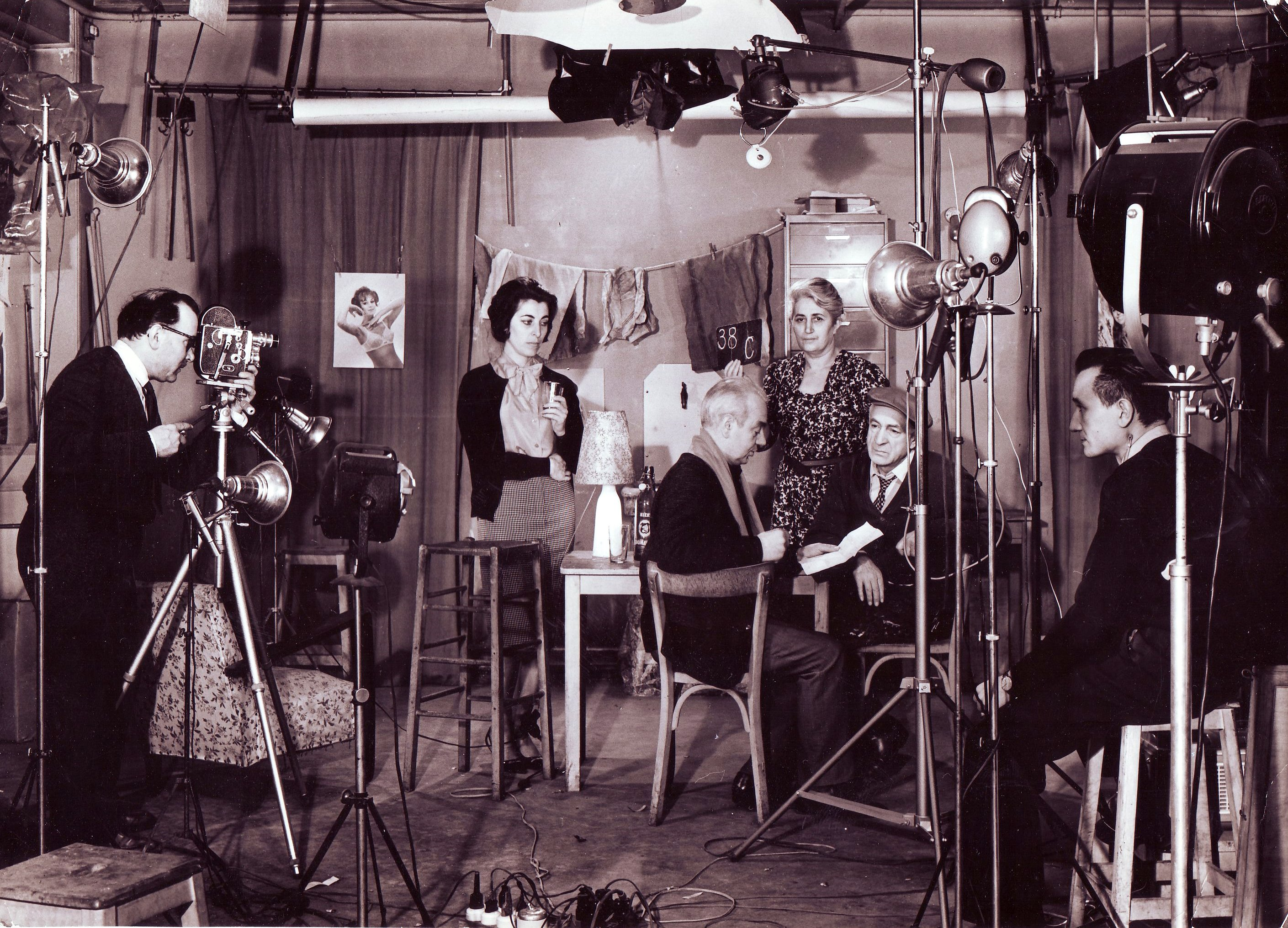
Rodatge dAngoroj (1963), el primer llargmetratge en esperanto.

El cinema en esperanto ha tingut un desenvolupament menor, principalment a causa de les dificultats de distribució en una comunitat tan dispersa. Només s'han fet tres llargmetratges parlats íntegrament en esperanto. El primer va ser la producció francesa Angoroj (1963), una pel·lícula policíaca ambientada en la perifèria de París, dirigida per Jacques-Louis Mahé. El repartiment estava format per un bon nombre d'esperantistes competents, entre els quals Raymond Schwartz. El segon va ser la pel·lícula estatunidenca Incubus (1965), un film de terror protagonitzat per William Shatner, que s'ha convertit en pel·lícula de culte en mitjans cinèfils. Els esperantistes, però, solen retreure la mala pronúncia dels actors. El tercer, Gerda malaperis, està basat en un llibre homònim de Claude Piron.
A banda d'això, l'esperanto ha estat utilitzat de vegades, puntualment, en algunes produccions cinematogràfiques fora de l'àmbit esperantòfon, sobretot en casos en què es volia donar un efecte especial o quan la trama involucrava personatges relacionats amb l'idioma. Heus aquí alguns exemples:
- The Great Dictator (1940), de Charles Chaplin: Els cartells, rètols i altres elements de la utilleria utilitzada per representar el gueto jueu estan escrits en esperanto.
- Idiot's Delight (1939), de Clarence Brown: Els personatges que representen els feixistes parlen en esperanto.
- Gattaca (1997), d'Andrew Niccol: Els altaveus del centre on transcorre l'acció principal emeten anuncis en esperanto.
- 銀河鉄道の夜 (1985), de Miyazawa Kenji: Els cartells, rètols de crèdits, cançons, etc. estan en esperanto, per tal de donar un caràcter internacional.
- La ciutat cremada (1976), d'Antoni Ribas: En la recreació dels ambients anarquistes s'inclou una escena d'una reunió de persones d'aquesta ideologia aprenent l'esperanto en grup.[63]
- Blade: Trinity (2004), de David Goyer: L'acció s'esdevé en una ciutat bilingüe en la qual tots els cartells apareixen escrits en anglès i esperanto. També s'escolta una conversa en aquesta llengua entre dos personatges.
- El coche de pedales (2004), de Ramón Barea: El protagonista interpreta un professor d'esperanto que saluda i s'expressa amb freqüència en l'idioma. En una escena hom el pot escoltar mentre dicta un conte en esperanto per als seus alumnes.

A més a més, hi ha molts films documentals que fan servir l'esperanto o tracten sobre ell. En la major part dels casos es tracta de material sobre esdeveniments propis del moviment esperantista, o bé pel·lícules produïdes per governs o institucions per a ser projectades en trobades celebrades en aquest idioma. El 1991, la cooperativa esperantista LF-koop va produir un documental en esperanto, Kinarto kaj ni, sobre la presència de la llengua internacional en el cinema.
Els films de sèrie B Attack of the Moon Zombies (2011) i House of Ghosts (2012) van ser doblats a l'esperanto per desig exprés del seu director, l'estatunidenc Christopher Mihm.

### Ciència
El 1921 l'Acadèmia Francesa de les Ciències va recomanar l'ús de l'esperanto per la comunicació científica internacional. Alguns científics i matemàtics, com ara Maurice Fréchet (matemàtic), John C. Wells (lingüista), Helmar Frank (pedagog i informàtic) i el Premi Nobel d'Economia Reinhard Selten, han publicat una part de la seva obra en esperanto.

### Política
L'esperanto ha format part de diversos projectes polítics. El més popular actualment és el partit Europa Democràcia Esperanto, que a les Eleccions al Parlament Europeu de 2009 va aconseguir un 0,17% de vots a l'Estat francès i un 0,045% a Alemanya.

#### Problema lingüístic
Diversos experts han investigat aquesta qüestió. L'últim informe econòmic sobre el tema és de l'economista François Grin, professor a la Universitat de Ginebra, que quantifica un estalvi anual de 25.000 milions d'euros si l'esperanto s'usés com a llengua de treball, del qual es beneficiarien també la Gran Bretanya i Irlanda (malgrat que la Gran Bretanya guanyi tota sola, gràcies a la seva hegemonia, al voltant del 3% del PIB de la UE. L'anomenat «Informe Grin» arriba a una conclusió favorable a l'esperanto en comparar tres escenaris de llengües oficials: trilingüisme (que suposaria francès, anglès i alemany), tot anglès i esperanto; els punts que es van prendre en consideració van ser principalment els aspectes econòmics, seguits dels didàctics i de les eventuals discriminacions als ciutadans europeus que no parlin la llengua o les llengües oficials.
El psicòleg i extraductor de les Nacions Unides Claude Piron va abordar la qüestió des d'un punt de vista psicològic, a partir d'un vast material bibliogràfic i documental, tot tractant l'actual model de comunicació internacional com una neurosi.

### Mitjans de comunicació
En l'actualitat hi ha diversos mitjans de comunicació en esperanto, des de premsa escrita i en internet, fins a programes de ràdio i televisió, tant generalistes com dedicats al moviment esperantista. Entre els més importants hi ha la revista Monato i la gaseta Heroldo de Esperanto. Alguns estats, com la Xina, Cuba o el Vaticà, donen suport a l'emissió de programes de ràdio i televisió en esperanto.
El 1922 van tenir lloc les primeres proves de ràdio en esperanto, a ciutats com Londres i Newark (Estats Units). Ben aviat, ciutats com Moscou i Ginebra tindrien programes de ràdio en aquesta llengua. Al País Valencià, durant la Guerra d'Espanya, el bàndol republicà va fer servir l'esperanto com a mitjà de propaganda a través de la ràdio. A Polònia, el 1959 van començar les emissions regulars de Ràdio Varsòvia en esperanto, que van durar fins al 2011.
El 2011, un grup de joves esperantòfons de diversos països va posar en marxa Muzaiko, un projecte de ràdio digital a través d'internet que emet 24 hores al dia en esperanto. Tot i que la seva programació està dedicada especialment a la difusió de la música en esperanto, també ofereix butlletins informatius horaris, entrevistes, converses amb esperantistes destacats i publicitat d'Esperantujo.

### Religions i sectes
L'esperanto ha tingut un paper destacat en algunes religions i sectes, com l'espiritisme al Brasil, el bahaisme a l'Iran i l'omoto al Japó, i n'ha rebut el suport puntual d'altres, com el moviment raëlià o els Testimonis de Jehovà.

#### Homaranisme
Homaranisme és el nom que Zamenhof va donar a la seva interpretació de la doctrina religiosa i filosòfica jueva de l'hil·lelisme, basada en un ideari pacifista i humanitarista. Amb aquest nom pretenia eliminar trets del judaisme i neutralitzar al màxim el concepte, segons el model d'una llengua i una religió humana neutrals. La paraula deriva de l'esperanto homarismo, paraula construïda per sufixació d'homo, que significa persona o ésser humà. D'aquesta manera, el mot està construït de manera anàloga a com es produeix la nostra paraula humanisme des del llatí, i de fet denota una realitat semblant, si bé distinta en funció del seu diferent origen i context històric.
Juntament amb l'esperanto com a llengua d'intercomunicació, Zamenhof va difondre la ideologia, gairebé religiosa, del homaranisme. Tanmateix, va témer que hom confongués aquesta doctrina amb l'ideal esperantista (la «interna ideo») i, per aquest motiu, no la va divulgar gaire. Avui dia la majoria dels adherents del homaranisme són esperantistes que han conegut la doctrina a través de l'idioma.

#### Fe Bahà'í
La Fe Bahà'í és una religió originada a l'islam xiïta, reformada i difosa després de l'execució del seu fundador, Alí Bab. El bahaisme encoratja l'ús d'una llengua auxiliar internacional i sense donar suport a cap llengua en específic veu en l'esperanto un gran potencial per aquest paper. Considera, mentrestant, que qualsevol llengua adoptada podrà ser modificada i adaptada a través d'un consens amb representació de tots els països. Diversos volums d'escriptures bahai han estat traduïts a l'esperanto. Lidja Zamenhof, filla de l'iniciador de l'esperanto, es va convertir al bahaisme.

#### Espiritisme
L'esperanto és divulgat activament al Brasil pels seguidors de l'espiritisme. Aquest fenomen es va originar a través de Francisco Valdomiro Lorenz, emigrant d'origen txec que va ser pioner d'ambdós moviments en aquest país. La Federació Espírita Brasilera publica llibres didàctics d'esperanto i traduccions de les obres bàsiques de l'espiritisme, i encoratja els espiritistes a fer-se esperantistes.

#### Moviment Raëlià
El Moviment Raëlià, secta ufològica fundada pel francès Claude Vorilhon «Raël», va provar de difondre les seves doctrines entre els esperantistes i al començament dels anys vuitanta va publicar la traducció a l'esperanto de tres dels llibres escrits pel seu líder: La libro kiu diras la veron [El llibre que diu la veritat] (1981), La eksterteranoj forkondukis min sur sian planedon [Els extraterrestres em van portar al seu planeta] (1982) i Akcepti la eksterteranojn [Rebre els extraterrestres] (1983). També va distribuir propaganda en aquest idioma.

#### Testimonis de Jehovà
La Societat Watchtower, l'entitat jurídica dels Testimonis de Jehovà, va arribar a publicar la traducció a l'esperanto de dos dels seus llibres: Kie estas la mortintoj? [On són els morts?] (1919) i Milionoj, kiuj nun vivas, neniam mortos [Milions que ara viuen no moriran mai] (1922), escrits per Joseph F. Rutherford, segon president de l'organització, i traduïts amb permís d'aquest pel finlandès Kaarlo Harteva, director de la sucursal dels Estudiants de la Bíblia a Finlàndia i col·laborador de The Golden Age, antic òrgan de l'organització. Harteva també va predicar en esperanto les doctrines dels Testimonis de Jehovà en més de 12 ciutats d'Europa i a Moscou.

## Dia de Zamenhof
El Dia de Zamenhof (15 de desembre) és el dia del naixement de Ludwik Lejzer Zamenhof. La tradició té l'origen en la dècada del 1920, quan, per una proposta de diversos intel·lectuals i activistes (entre altres Julio Baghy i Nikolao Nekrasov), es va elegir el 15 de desembre com a dia de festa esperantista.

### Obres generals
- Auld, William. Nova Esperanta Krestomatio. Rotterdam: UEA, 1991 ISBN 92-9017-043-3
- Boulton, Marjorie. Zamenhof: autor de l'esperanto. Barcelona: El Llamp, 1987.
- Cherpillod, André. La fondaj tekstoj de Esperanto/ Les textes fondateurs de l'espéranto. Courgenard: La Blanchetière, 2009.
- Wells, John. Lingvistikaj aspektoj de Esperanto. Rotterdam: UEA, 1989.
- Zamenhof, Ludwik Lejzer. Esperanta Proverbaro. La Laguna: 1974. Beletraj Kajeoroj. Proverbaro Esperanta a Viquicites

Llibre de refranys escrit pel doctor Zamenhof i publicat el 1910. Conté 2630 refranys.

### Història
- Alcalde, Javier. Esperanto i anarquisme: els orígens (1887-1907). Barcelona: Edicions Malcriàs d'Agràcia, 2022. ISBN 9788409391417
- Margais, Xavier. El moviment esperantista a Mallorca. Mallorca: Documenta Balear, 2003. ISBN 84-95694-29-8
- Margais, Xavier. Breu història de l'esperantisme als Països Catalans. Lleida: Pàges Editors, 2020. ISBN 978-84-1303-157-6
- Poblet i Feijoo, Francesc. Els inicis del moviment esperantista a Catalunya - La komenca esperanto-movado en Katalunio. Sabadell-Constantí: ACE-O Limaco Edizións, 2004. ISBN 84-933380-5-2
- Poblet i Feijoo, Francesc. El Congrés Universal d'Esperanto a Barcelona. La consolidació del moviment esperantista als Països Catalans - La Universala Kongreso de Esperanto en Barcelono La firmigo de la esperanto-movado en la Kataluna Landaro. Sabadell: ACE, 2008. ISBN 978-84-936728-1-2
- Poblet i Feijoo, Francesc; Alòs i Font, Hèctor. Història de l'esperanto als Països Catalans. Cornellà de Llobregat: Associació Catalana d'Esperanto, 2010.

### Diccionaris i lèxics
- Alòs i Font, Hèctor; Carbonell i Pinyol, J. Diccionari essencial esperanto-català. Sabadell: ACE, 1997. Versió en línia Arxivat 2010-06-19 a Wayback Machine.
- Alòs i Font, Hèctor (ed.). Diccionari Apertium català-esperanto. Shupashar: 2010. Versió en línia Arxivat 2016-03-04 a Wayback Machine.
- Berga i Molina, Carles. Vocabulari familiar català-esperanto / esperanto-català. Terrassa: [s.n.], 2010
- Cherpillod, André. Konciza Etimologia Vortaro de Esperanto. Rotterdam: UEA, 2003.
- Diversos autors. Hejma vortaro. Rotterdam: UEA, 1999. Vocabulari amb gairebé 600 noms relacionats amb la vida quotidiana, amb definició i equivalents en diverses llengües.
- Martín Burutxaga, Pedro M. Petit refranyer català-esperanto - Malgranda proverbaro kataluna-Esperanto. Sabadell: ACE, 2016. ISBN 978-84-936728-8-1

- PIV: Plena Ilustrita Vortaro de Esperanto. París: SAT, 2005. Diccionari unilingüe, equivalent al Petit Curial.

- Serrano Pérez, Luis; Torné i Grau, Santiago. Diccionari català-esperanto. Barcelona: Barcelona Esperanto-Centro, 2006.

### Aprenentatge
- Kolker, Boris. Vojaĝo en Esperanto-lando. Rotterdam: UEA, 2005.

Llibre de text per a estudiants avançats.
- Thierry, Jean. L'espéranto sans peine. París: Assimil, 1977.

Mètode autodidàctic de la famosa col·lecció Sans Peine.
- Wennergren, Bertilo. Plena Manlibro de Esperanta Gramatiko (PMEG) (1990). 14a edició 2005 Lloc web amb el text
- Kurso Saluton!: Curso gratuït per a l'aprenentatge autodidàctic
- lernu! Arxivat 2012-05-11 a Wayback Machine.: Cursos gratuïts i recursos d'aprenentatge, en català
- Curs d'esperanto en català per twitter
- Kurso de Esperanto Programari multimèdia per a l'aprenentatge autodidàctic
- Duolingo. Actualment existeix la possibilitat d'aprendre esperanto en aquesta plataforma gratuïta des de l'anglès, des del castellà i des del portuguès.

### Apologètica
- Cherpillod, André. L'Espéranto, une valeur culturelle, une valeur pédagogique. Courgenard: La Blanchetière, 2005.
- Cherpillod, André. L'espéranto de A à Z. Courgenard: La Blanchetière, 2009.
- Cherpillod, André. Espéranto ou Babel? Faut choisir. Courgenard: La Blanchetière. Courgenard, 1995.

### Testimonis
- Vinyals, M.; Marcoval, Joaquim. Amb l'esperanto a la motxilla: la volta al món en 79 dies. Lleida: Pagès Editors, 2003